# Civitella San Paolo
Civitella San Paolo – miejscowość i gmina we Włoszech, w regionie Lacjum, w prowincji Rzym.
Według danych na rok 2004 gminę zamieszkiwało 1437 osób, 71,8 os./km².
W Civitella San Paolo urodził się sekretarz Świętej Kongregacji ds. Seminariów i Uniwersytetów bp Giacomo Sinibaldi.